# Philoctète
Phlioctète (AFI: /filɔktɛt/) sottotilato o il Trattato delle tre morali, è una breve opera teatrale in 5 atti di André Gide pubblicata sulla Revue blanche il 1º dicembre 1898 e poi l'anno successivo è stata pubblicata dalle edizioni Mercure de France. L'opera raffigura i personaggi della mitologia greca descritti da Sofocle nella sua tragedia: Filottete è il guerriero abbandonato a cui Ulisse e Neottolemo chiedono il suo arco e le sue frecce, che erano le armi di Eracle, per poter sconfiggere Troia come nella profezia. Quest'opera fa diretto riferimento all'Affare Dreyfus (e alle logiche che vi si scontravano) che ha caratterizzato il periodo in cui l'opera fu scritta e pubblicata.

## Genesi dell'opera
Quest'opera giovanile di André Gide è il risultato di cinque anni di lavoro svolto dall'autore dal 1893, data della prima menzione di "Philoctète ou le Traité de l'immonde blessure" ("Filottete o il Trattato della ferita immonda") nella sua corrispondenza, al 1898, data della sua prima pubblicazione integrale. André Gide per comporre l'opera si è basato sulla lettura del "Filottete" di Sofocle. che fece nell'agosto del 1892, da questo ha ripreso tutti gli elementi a eccezione del fatto che lui, alla fine, lascia Filottete solo sulla sua isola mentre la tragedia classica lo porta a Troia con i Greci. L'opera è stata scritta lentamente, il primo e il terzo atto sono stati scritti principalmente durante l'estate del 1894 a La Brévine, il secondo, il quarto e il quinto atto sono invece stati scritti tra l'agosto e l'ottobre del 1898. Quest'opera, scritta in parte nel periodo simbolista di Gide di cui pochissimi elementi permangono nel primo atto, è contemporanea a "Il viaggio di Urien".
Il sottotilo "Trattato delle tre morali" rimanda al significato che Gide vuole dare a quest'opera nella quale ciascuna delle morali potrebbe essere attribuita a uno dei personaggi (a Filottete si associano la virtù e il sacrificio; a Ulisse il dovere e l'interesse superiore della patria; a Neottolemo si associano l'onore e l'onestà), ma nell'edizione della Bibliothèque de la Pléiade, Jean Claude limita ai soli Ulisse e Filottete perché secondo lui quest'ultimo è portatore di due posizioni morali: l'«io è l'unica autorità a cui fare riferimento» per assumersi il libero arbitrio e permettere il "superamento" e il sacrificio. Pertanto, molti critici, tra cui Ernst Robert Curtius, Louis Martin-Chauffier (amico personale di Gide) e Alan Sheridan, ritengono che quest'opera faccia riferimento all'Affare Dreyfus, sia per i temi scelti (l'esilio dell'eroe su un'isola che ricorda l'Isola del Diavolo dove Alfred Dreyfus fu impregionato) sia per la cronologia della scrittura, sia per le posizioni personali moderate dell'autore e da alcune citazioni epistolari. L'ultimo elemento a sostegno di questo riferimento è la scelta di non pubblicare l'opera su L'Ermitage, ma di farlo su La Revue blanche che, con Léon Blum come direttore letterario, era la rivista più impegnata nella difesa di Dreyfus.
Alcuni frammenti dell'opera sono stati pubblicati per la prima volta su La Revue sentimentale tra l'agosto e il dicembre del 1897 prima che La revue blanche pubblicasse l'intero testo il 1º dicembre 1898. La prima vera edizione di Philoctète (dedicata a Marcel Drouin, professore di filosofia e cognato della moglie Jeanne Rondeaux) è stata pubblicata dal Mercure de France nel 1899 accompagnato, nello stesso volume, da "Il Trattato di Narciso", "Il tentativo amoroso" ed "El Hadj".

## Trama
L'oracolo predice ai Greci che per sconfiggere Troia avranno bisogno dell'arco e delle frecce di Eracle donati a Filottete che era stato abbandonato sull'isola di Lemno dagli Argivi a causa di una pestilenziale ed incurabile ferita al piede che lo fece piangere incessantemente demoralizzando così le truppe achee. Ulisse decide di usare l'inganno per recuperare l'arma e decide di mandare in missione Neottolemo, il figlio di Achille, e di accompagnarlo. Dal momento che Filottete non conosce Neottolemo dovrebbe riuscire a fidarsi di più di lui che del suo popolo che lo ha abbandonato.
Durante il viaggio verso Lemno, Ulisse spiega a Neottolemo che deve recuperare quest'arma per il bene superiore della nazione greca e che deve farlo a tutti i costi anche se le azioni e i mezzi che dovrà impiegare saranno disonorevoli. Gli chiede di far addormentare Filottete con una pozione e di sottrargli l'arco nel sonno. Nascosto, Filottete origlia la discussione e finge dolore e sorpresa andando incontro a Ulisse e al figlio di Achille.
Neottolemo, incapace di decidere, in nome suo e di suo padre, di agire in questo modo confessa lo stratagemma di Ulisse a Filottete e gli mostra la fiala che avrebbe dovuto fargli bere. Filottete decide volontariamente di bere il contenuto della fiala davanti a loro, lasciando i suoi due visitatori sbalorditi da ciò che ha fatto. Ulisse, sconfitto, ordina a Neottolemo di prendere le armi e, partendo, lascia nuovamente Filottete solo e, secondo le sue parole, "felice".

## Produzioni importanti
Per molti anni l'opera è stata messa in scena sotto forma di una semplice lettura, senza alcuna vera creazione, come nel 1919 fecero Arnold Naville e i suoi figli o come fecero, nel 1921, Louise Lara e il suo gruppo "Art et Action". L'opera fu rappresentata per la prima volta nel 1937 in occasione delle manifestazioni letterarie organizzate a ridosso dell'Esposizione universale del 1937 con Jean Marchat, Marcel Herrand e Paul Œttly. È stata ricreata nel 1982 al Centro Culturale Svedese a Parigi in una messa in scena di André Cazalas. La realizzazione più importante dell'opera di Gide è quella realizzata dal Piccolo Teatro di Milano da Walter Pagliaro nel novembre del 1987.